# Ma che ti passa per la testa?
Ma che ti passa per la testa? (in originale Herman's Head) è una situation comedy statunitense andata in onda tra il 1991 e il 1994 sulla Fox e trasmessa in Italia su Rai 1.
La serie presentava una struttura originale: ogni volta che Herman, il protagonista della sitcom, si trovava di fronte a decisioni da prendere, lo spettatore aveva la possibilità di vedere i processi della sua psiche, rappresentata in maniera antropomorfa da quattro attori.
Il particolare stile della serie è dovuta al fatto che la Fox, all'epoca della sua produzione, era un canale televisivo nato da poco tempo, e dunque più incline a questo genere di sperimentazioni. Tuttavia, dopo sole poche stagioni il meccanismo narrativo della serie sembrò aver esaurito le proprie potenzialità pertanto la sua programmazione venne cancellata.

## La Psiche
Sulla base dei concetti freudiani di conflitto interiore, id, ego e super ego, la personalità di Herman era costituita da quattro differenti aree caratteriali, ciascuna delle quali era monocorde e nettamente opposta alle altre tre.
- Angelo, la sensibilità del protagonista, rappresentata da una donna, la quale spesso utilizzava la propria femminilità per manipolare i suoi rivali.
- Animale, l'istinto del protagonista, rappresentato da un personaggio per certi versi simile a quello interpretato da John Belushi in Animal House.
- Imbranato, l'ansia del protagonista, rappresentata da un paranoico ipocondriaco.
- Genio, la razionalità e l'intelletto del protagonista.
- Gelosia, appare solamente una volta, quando Herman e sua sorella si trovano in competizione per un lavoro. Causa così tanta confusione e caos che i quattro sé originali lo buttano fuori dalla porta, seguendo con una granata a mano.
- Dio, era una guest star in un episodio in cui Herman ha un'avventura con una donna sposata in cui entrambi arrivarono al punto di pentirsene. L'apparizione di Dio davanti ai quattro era dovuta anche al fatto che lo zio di Herman venne sottoposto a delle chirurgie e la sua intera famiglia stava pregando per questo, tranne Herman. Quando Genio si lamenta dicendo "Tu non sei Dio, tu sei Leslie Nielsen", Dio dice che tutti hanno una propria idea del suo aspetto personale, e "Tu, Herman, hai scelto di interpretare me come Leslie Nielsen".

Nel 2015 la produzione d'animazione Inside Out della Pixar, riprenderà la stessa tematica della trasposizione in singoli personaggi a rappresentare le varie emotività del personaggio: nella mente di una giovane ragazza vivono cinque emozioni che cercano di guidarla nella sua vita.

## Episodi
| Stagione         | Episodi | Prima TV USA | Prima TV Italia |
| ---------------- | ------- | ------------ | --------------- |
| Prima stagione   | 25      | 1991-1992    |                 |
| Seconda stagione | 25      | 1992-1993    |                 |
| Terza stagione   | 22      | 1993-1994    |                 |

## Curiosità
Nel cast della serie TV erano presenti anche Yeardley Smith e Hank Azaria, due dei doppiatori originali della serie I Simpson, che debuttò sempre sulla FOX due anni prima di Ma che ti passa per la testa?. È possibile notare all'interno del cartone animato alcuni riferimenti alla serie TV di breve durata.